# Friedrich August Wilhelm von Minckwitz
Friedrich August Wilhelm von Minckwitz (* 26. Dezember 1753; † 18. Februar 1823 in Altenburg) war ein herzoglich-sachsen-gotha-altenburgischer wirklicher Geheimer Rat, Minister und Obersteuerdirektor.

## Leben
Er stammte aus der Falkenhainer Linie des Adelsgeschlechts von Minckwitz und war der Sohn von Carl Wilhelm von Minckwitz auf Zöpen (* 19. März 1714; † November 1786) und dessen Ehefrau Johanna Friederika geborene von Brandenstein (* 1. Juli 1732; † 8. Mai 1769).
Wie viele seiner Familienangehörigen schlug Friedrich August Wilhelm von Minckwitz eine Verwaltungslaufbahn im Dienst der Wettiner ein. 1776 wurde er Mitglied der Regierung und stieg am Hof des Herzogs von Sachsen-Gotha-Altenburg bis zum wirklichen Geheimen Rat, Minister und Obersteuerdirektor auf. Seine Wirkungsorte waren sowohl Gotha, als auch Altenburg. Er führte einen umfangreichen Briefwechsel, darunter auch mit Johann Wolfgang von Goethe in Weimar.

## Familie
Aus der nicht standesgemäßen Ehe mit Johanna Christina geborene Hoffmann gingen folgende drei Söhne hervor:
- Johannes von Minckwitz (* 1. Februar 1787 in Altenburg; † 18. März 1857 in Dresden). Er war königlich-sächsischer Geheimer Rat, Generalmajor und Unterstaatssekretär in Dresden, zuletzt königlich-sächsischer Außenminister und Generalleutnant.
- Herrmann von Minckwitz (* 12. Dezember 1790 in Altenburg; † 15. Februar 1871 in Ohrdruf). Er war herzoglich-sächsischer Kammerherr und Forstmeister in Georgenthal.
- Otto von Minckwitz (* 14. Juni 1795 in Altenburg; † 23. November 1868 in Altenburg), herzoglich-sächsischer Kammerjunker, Regierungs- und Konsistorialrat in Altenburg. Später war er Kammerherr, Landes-, Justiz- und Konsistorialrat.